# Liste der Hauptschulen in München
Die Liste der Mittelschulen (ehemals Hauptschulen) in München führt alle bestehenden Hauptschulen in der bayerischen Landeshauptstadt München auf.
Seit dem Schuljahr 2011/2012 können sich Hauptschulen in Bayern Mittelschulen nennen, sofern sie im Verbund mit anderen Schulen bestimmte Voraussetzungen erfüllen. Dies trifft in München auf alle staatlichen Schulen zu.

## Legende
- Name/Koordinaten: Name der Mittelschule sowie Lagekoordinaten. Mit einem Klick auf die Koordinaten lässt sich die Lage der Schule auf verschiedenen Karten anzeigen.
- Träger: Träger der Schule: Freistaat Bayern (Kultusministerium) oder Privat
- M: Schulen, die einen Mittlere-Reife-Zug oder eine Mittlere-Reife-Klasse anbieten, sind in dieser Spalte durch ein M gekennzeichnet.
- Schüler: Anzahl der Schüler im Schuljahr 2011/2012.
- Stadtteil: Stadtteil, in dem die Schule liegt (siehe auch Liste der Stadtteile Münchens).
- B: Stadtbezirk, in dem die Schule liegt (siehe auch Liste der Stadtbezirke Münchens).
- Schulverbund: Verbund, zu dem die Schule gehört.
- Bild: Zeigt das Gebäude der Schule.

## Liste
| Name Koordinaten                                                                                        | Träger | M | Schüler    | Stadtteil                                 | B  | Schulverbund               | Bild |
| --- | ------ | - | ---------- | ----------------------------------------- | -- | -------------------------- | ---- |
| Albert-Schweitzer-Straße 48° 6′ 29,6″ N, 11° 38′ 52,2″ O                                                | Staat  |   | 481        | Neuperlach                                | 16 | Neuperlach                 |      |
| Alfonsstraße 48° 9′ 5,9″ N, 11° 32′ 35,7″ O                                                             | Staat  | M | 383        | Neuhausen                                 | 9  | Neuhausen/Schwabing        |      |
| Aton-Schule 48° 9′ 8,9″ N, 11° 33′ 49,5″ O                                                              | Privat | M | 50ca. 50   | Maxvorstadt                               | 3  |                            |      |
| Bernaysstraße 48° 12′ 22″ N, 11° 34′ 44,6″ O                                                            | Staat  |   | 446        | Am Hart                                   | 11 | Nordost                    |      |
| Blumenauer Straße 48° 7′ 39,1″ N, 11° 28′ 27,1″ O                                                       | Staat  |   | 237        | Blumenau                                  | 20 | Südwest                    |      |
| Cincinnatistraße 48° 5′ 35,5″ N, 11° 36′ 5″ O                                                           | Staat  |   | 240        | Fasangarten                               | 17 | Südost                     |      |
| Echardinger Grunstreifen 48° 7′ 17,9″ N, 11° 37′ 15,9″ O                                                | Staat  |   | 190        | Berg am Laim                              | 14 | Ost                        |      |
| Eduard-Spranger-Straße 48° 12′ 29″ N, 11° 32′ 58,3″ O                                                   | Staat  |   | 463        | Hasenbergl                                | 24 | Milbertshofen/Hasenbergl   |      |
| Elisabeth-Kohn-Straße Anm. 48° 9′ 52,2″ N, 11° 33′ 14,5″ O                                              | Staat  |   | 223        | Schwabing (Oberwiesenfeld)                | 4  | Neuhausen/Schwabing        |      |
| Feldbergstraße 48° 7′ 5,4″ N, 11° 40′ 4,6″ O                                                            | Staat  |   | 222        | Trudering                                 | 15 | Ost                        |      |
| Fernpaßstraße 48° 7′ 14,6″ N, 11° 31′ 17,1″ O                                                           | Staat  |   | 248        | Untersendling                             | 7  | Südwest                    |      |
| Franz-Nißl-Straße 48° 11′ 37,2″ N, 11° 27′ 39,4″ O                                                      | Staat  |   | 255        | Allach                                    | 23 | West                       |      |
| Fromundstraße 48° 6′ 29,6″ N, 11° 34′ 36,3″ O                                                           | Staat  |   | 149        | Untergiesing                              | 18 | Südost                     |      |
| Fuhrichstraße 48° 6′ 57,3″ N, 11° 36′ 55,8″ O                                                           | Staat  |   | 144        | Ramersdorf                                | 16 | Südost                     |      |
| Furstenrieder Straße 48° 8′ 20,9″ N, 11° 30′ 9,1″ O                                                     | Staat  |   | 263        | Laim                                      | 25 | Laim/Schwanthalerhöhe      |      |
| Gerhart-Hauptmann-Ring 48° 6′ 4,9″ N, 11° 39′ 14,1″ O                                                   | Staat  |   | 270        | Neuperlach                                | 16 | Neuperlach                 |      |
| Gotzinger Platz 48° 7′ 2,3″ N, 11° 33′ 1,6″ O                                                           | Staat  |   | 255        | Sendling                                  | 6  | Sendling                   |      |
| Griechische Volksschule (Aristoteles-Schule) (Teilhauptschule I) 48° 11′ 42,6″ N, 11° 36′ 42,2″ O       | Privat |   | 128ca. 128 | Freimann                                  | 12 |                            |      |
| Griechische Volksschule (Aristoteles-Schule) (Teilhauptschule II) 48° 8′ 6,4″ N, 11° 40′ 4,7″ O         | Privat |   | 276        | Trudering                                 | 15 |                            |      |
| Griechische Volksschule (Pythagoras-Schule) (Teilhauptschule I) 48° 8′ 52,2″ N, 11° 27′ 18,5″ O         | Privat |   | 32ca. 32   | Pasing                                    | 21 |                            |      |
| Griechische Volksschule (Sokrates-Schule) (Teilhauptschule I) 48° 8′ 14,1″ N, 11° 37′ 48,5″ O           | Privat |   | 64ca. 64   | Steinhausen                               | 13 |                            |      |
| Griechische Volksschule an der Hinterbärenbadstraße (Teilhauptschule I) 48° 7′ 12,8″ N, 11° 31′ 15,3″ O | Privat |   | 58ca. 58   | Untersendling                             | 7  |                            |      |
| Griechische Volksschule an der Schleißheimer Straße (Teilhauptschule II) 48° 10′ 38″ N, 11° 34′ 2,3″ O  | Privat |   | 314        | Milbertshofen                             | 11 |                            |      |
| Guardinistraße 48° 7′ 7,6″ N, 11° 29′ 39,4″ O                                                           | Staat  |   | 265        | Neuhadern                                 | 20 | Südwest                    |      |
| Haldenbergerstraße 48° 10′ 34,6″ N, 11° 29′ 24″ O                                                       | Staat  |   | 206        | Moosach-Hartmannshofen                    | 10 | Nordwest                   |      |
| Hochstraße 48° 7′ 33,7″ N, 11° 35′ 12,9″ O                                                              | Staat  |   | 107        | Au                                        | 5  | Au/Haidhausen/Isarvorstadt |      |
| Ichostraße 48° 6′ 56,5″ N, 11° 34′ 43,1″ O                                                              | Staat  |   | 186        | Obergiesing                               | 17 | Südost                     |      |
| Implerstraße 48° 7′ 14,6″ N, 11° 32′ 55,9″ O                                                            | Staat  |   | 283        | Sendling                                  | 6  | Sendling                   |      |
| Inzeller Weg 48° 7′ 38,4″ N, 11° 38′ 57,7″ O                                                            | Staat  | M | 390        | Berg am Laim                              | 14 | Ost                        |      |
| Isar-Volksschule 48° 7′ 57,4″ N, 11° 34′ 56,7″ O                                                        | Privat | M | 187        | Isarvorstadt                              | 2  |                            |      |
| Japanische Internationale Schule 48° 6′ 39″ N, 11° 32′ 45,2″ O                                          | Privat |   | 75ca. 75   | Sendling                                  | 6  |                            |      |
| Knappertsbuschstraße 48° 9′ 46,8″ N, 11° 38′ 21,7″ O                                                    | Staat  |   | 214        | Englschalking (Fideliopark)               | 13 | Nordost                    |      |
| Lehrer-Wirth-Straße 48° 7′ 41,4″ N, 11° 41′ 38,9″ O                                                     | Staat  |   | 296        | Messestadt Riem                           | 15 | Ost                        |      |
| Leipziger Straße 48° 10′ 42,2″ N, 11° 31′ 6,8″ O                                                        | Staat  | M | 407        | Moosach                                   | 10 | Nordwest                   |      |
| Lukas-Schule (Evangelisch) 48° 8′ 13″ N, 11° 29′ 57,7″ O                                                | Privat | M | 385ca. 385 | Laim                                      | 25 |                            |      |
| Maria-Montessori-Volksschule 48° 10′ 9,5″ N, 11° 32′ 45,8″ O                                            | Privat |   | 190ca. 190 | Oberwiesenfeld (Olympiapark)              | 9  |                            |      |
| Montessori-Schule an der Balanstraße 48° 7′ 0,6″ N, 11° 36′ 15,5″ O                                     | Privat | M | 110ca. 110 | Ramersdorf                                | 16 |                            |      |
| Perlacher Straße 48° 6′ 32,8″ N, 11° 35′ 21,3″ O                                                        | Staat  |   | 228        | Obergiesing                               | 17 | Südost                     |      |
| Peslmüllerstraße 48° 8′ 30,9″ N, 11° 26′ 46,3″ O                                                        | Staat  | M | 319        | Pasing                                    | 21 | West                       |      |
| Reichenaustraße 48° 8′ 49,5″ N, 11° 26′ 10,2″ O                                                         | Staat  |   | 303        | Am Westkreuz (Aubing)                     | 22 | West                       |      |
| Ridlerstraße 48° 7′ 54,2″ N, 11° 32′ 15,3″ O                                                            | Staat  |   | 271        | Schwanthalerhöhe                          | 8  | Laim/Schwanthalerhöhe      |      |
| Sambergerstraße 48° 4′ 47,9″ N, 11° 30′ 27,8″ O                                                         | Staat  |   | 105        | Solln                                     | 19 | Süd                        |      |
| Schleißheimer Straße 48° 10′ 50,8″ N, 11° 33′ 59″ O                                                     | Staat  | M | 347        | Milbertshofen                             | 11 | Milbertshofen/Hasenbergl   |      |
| Schrobenhausener Straße 48° 8′ 13,9″ N, 11° 30′ 46,1″ O                                                 | Staat  |   | 237        | Laim                                      | 25 | Laim/Schwanthalerhöhe      |      |
| Simmernstraße 48° 10′ 3,6″ N, 11° 34′ 59,3″ O                                                           | Staat  |   | 265        | Schwabing                                 | 12 | Nordost                    |      |
| Situlistraße 48° 11′ 44,7″ N, 11° 37′ 5,9″ O                                                            | Staat  | M | 364        | Freimann                                  | 12 | Nordost                    |      |
| Stuntzstraße 48° 8′ 29,9″ N, 11° 37′ 21,6″ O                                                            | Staat  |   | 148        | Parkstadt Bogenhausen                     | 13 | Ost                        |      |
| Toni-Pfulf-Straße 48° 12′ 3,9″ N, 11° 31′ 58,2″ O                                                       | Staat  |   | 194        | Feldmoching (Siedlung am Lerchenauer See) | 24 | Nordwest                   |      |
| Torquato-Tasso-Straße 48° 10′ 49,2″ N, 11° 34′ 52,5″ O                                                  | Staat  |   | 184        | Milbertshofen                             | 11 | Milbertshofen/Hasenbergl   |      |
| Walliser Straße 48° 5′ 30,8″ N, 11° 28′ 57,6″ O                                                         | Staat  |   | 209        | Fürstenried                               | 19 | Süd                        |      |
| Weilerstraße 48° 7′ 23,3″ N, 11° 35′ 15,2″ O                                                            | Staat  |   | 194        | Au                                        | 5  | Au/Haidhausen/Isarvorstadt |      |
| Wiesentfelser Straße 48° 8′ 44,7″ N, 11° 24′ 46,8″ O                                                    | Staat  |   | 237        | Neuaubing                                 | 22 | West                       |      |
| Winthirplatz 48° 9′ 11,5″ N, 11° 31′ 37,9″ O                                                            | Staat  |   | 294        | Neuhausen                                 | 9  | Neuhausen/Schwabing        |      |
| Wittelsbacherstraße 48° 7′ 30″ N, 11° 34′ 13,3″ O                                                       | Staat  | M | 428        | Isarvorstadt (Glockenbachviertel)         | 2  | Au/Haidhausen/Isarvorstadt |      |
| Worthstraße 48° 7′ 53,8″ N, 11° 35′ 52,6″ O                                                             | Staat  | M | 232        | Haidhausen                                | 5  | Au/Haidhausen/Isarvorstadt |      |
| Zielstattstraße 48° 6′ 9,2″ N, 11° 31′ 12,4″ O                                                          | Staat  | M | 295        | Obersendling                              | 19 | Süd                        |      |